# Daniel Bovet

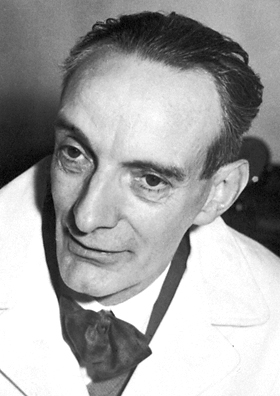
Daniel Bovet, 1956

Daniel Bovet (* 23. März 1907 in Neuenburg, Schweiz; † 8. April 1992 in Rom, Italien) war ein schweizerisch-italienischer Pharmakologe. Er erhielt 1957 den Nobelpreis für Physiologie oder Medizin.

## Leben
Daniel Bovet wuchs als Sohn des Psychologen, Pädagogen und Esperantisten Pierre Bovet (1878–1965) zweisprachig auf. Nach dem Studium der Biologie und Physiologie an der Universität Genf und der Doktorarbeit (1929) in Zoologie und vergleichender Anatomie wurde er zunächst Assistent im Laboratorium für therapeutische Chemie am Institut Pasteur in Paris bei Ernest Fourneau und 1939 selbst Laborleiter. Kurz nach seiner Heirat mit Filomena Nitti, der Tochter des italienischen Staatsmannes Francesco Saverio Nitti im Jahr 1938 nahm Bovet zusätzlich die italienische Staatsbürgerschaft an. Seine Frau arbeitete als Wissenschaftlerin mit ihm zusammen. 1947 wechselte er auf Einladung von Domenico Marotta nach Rom und wurde dort Direktor des chemotherapeutischen Laboratoriums am Istituto superiore di sanità, das von Marotta geleitet wurde. Dieses Amt übte er bis 1964 aus. Anschließend übernahm er für die Jahre 1964 bis 1971 eine Professur für Pharmakologie an der Universität Sassari, von 1969 bis 1975 die Leitung des Laboratoriums für Psychobiologie und Psychopharmakologie des Consiglio Nazionale delle Ricerche (CNR) in Rom sowie von 1971 bis 1982 eine Professur für Psychobiologie an der Universität La Sapienza in Rom.
Bovet erhielt 1934 den Plantamour-Preis der Universität Genf, 1936 den Martin-Damourette-Preis der französischen Akademie der Wissenschaften, 1941 den General-Muteau-Preis der italienischen Akademie der Wissenschaften, 1949 den Cameron-Preis der Universität Edinburgh und den Bürgi-Preis der Universität Bern, 1949 mit seiner Ehefrau den E. Paterno-Preis und 1952 die Addingham-Goldmedaille der Universität Leeds. 1959 wurde er Großoffizier des Verdienstordens der Italienischen Republik, ehe er 1960 als auswärtiges Ehrenmitglied in die American Academy of Arts and Sciences aufgenommen wurde.

## Werk
Bovet erhielt 1957 den Nobelpreis „für seine Entdeckungen im Zusammenhang mit synthetischen Verbindungen, die die Aktivität gewisser Substanzen im Körper hemmen, und speziell für Untersuchungen von deren Wirkung auf das Gefäßsystem und die Skelettmuskulatur“ (im Original der Nobelstiftung: „for his discoveries relating to synthetic compounds that inhibit the action of certain body substances, and especially their action on the vascular system and the skeletal muscles“). Mit Filomena Bovet-Nitti gelang ihm 1948 die Synthese des Muskelrelaxans Gallamin (Flaxedil). Im folgenden Jahr entdeckte Bovet auch die muskelrelaxierende Wirkung von Succinylbischolin, dem Bis-Cholinester der Bernsteinsäure (Succinylsäue). Das Succinylbischolin wurde 1951 als kurzwirkendes Relaxans in die Klinik eingeführt. Am Institut Pasteur hatte Bovet 1935 entscheidend zur Entwicklung der Sulfonamide beigetragen. Zusammen mit seinem Schwager Frederico Nitti und dem Wissenschaftler-Ehepaar Jacques und Thérèse Tréfouël klärten sie den wirksamen Bestandteil und das Abbauprodukt des Prontosil auf, dem ersten antibakteriell eingesetzten Sulfonamid (Gerhard Domagk 1934). In den 1950er Jahren untersuchte er u. a. das Pfeilgift Curare und lebte längere Zeit unter Indianern. In Experimenten mit Curare-Abkömmlingen erforschte er die muskelerschlaffende Wirkung dieser Pfeilgifte und machte sie für die Therapie nutzbar. Weitere Forschungsarbeiten galten dem Gebiet der Antihistaminika. Er entdeckte in den 1930er Jahren am Institut Pasteur mit Ernest Fourneau (dem Laborchef) und Anne-Marie Staub die ersten Antihistaminika (verschiedene von Fourneau synthetisierte Substanzen wurden getestet, insbesondere F 929 mit Staub 1937), auf deren Basis durch Bernard Halpern von Rhône-Poulenc während des Zweiten Weltkriegs die ersten als Medikamente verfügbaren Antihistaminika (Allergan und dann Neo-Allergan) entwickelt wurden.

## Publikationen
- mit Filomena Nitti Bovet: Structure et activité pharmacodynamique des médicaments du système nerveux végétatif. S. Karger, Basel 1948.
- mit Filomena Nitti Bovet: Curare. In: Experimentia, Basel. Band 4, 1948, S. 325 ff.
- mit S. Guarino, V. G. Longo und M. Marotta: Proprietà farmacodinamica di alcuni derivati della succinilcolina dotati di azione curarica. In: R. C. Ist. sup. Sanità. Band 12, 1949, S. 106 ff.
- als Hrsg. mit Filomena Nitti Bovet und Giovanni B. Marini-Bettolo: Curare and Curare-like Agents. Elsevier, Amsterdam u. a. 1959.
- Etat actuel du problème du curare de Claude Bernard à l'anesthésiologie moderne: 4, Gedenkvorlesung 15.11.1958. Stuttgart 1959.
- Une chimie qui guérit. Histoire de la découverte des sulfamides (= Médecine et Sociétés). Payot, Paris 1988, ISBN 2-228-88108-2.

## Belege
1. ↑  Renate Wagner: Bovet, Daniel. In: Werner E. Gerabek, Bernhard D. Haage, Gundolf Keil, Wolfgang Wegner (Hrsg.): Enzyklopädie Medizingeschichte. De Gruyter, Berlin / New York 2005, ISBN 3-11-015714-4, S. 202.
2. ↑  H. Orth, I. Kis: Schmerzbekämpfung und Narkose. In: Franz Xaver Sailer, Friedrich Wilhelm Gierhake (Hrsg.): Chirurgie historisch gesehen. Anfang – Entwicklung – Differenzierung. Dustri-Verlag, Deisenhofen bei München 1973, ISBN 3-87185-021-7, S. 1–32, hier: S. 23 und 26.
3. ↑  Bangen, Hans: Geschichte der medikamentösen Therapie der Schizophrenie. Berlin 1992, ISBN 3-927408-82-4, Seite 76

| Personendaten    | Personendaten                            |
| ---------------- | ---------------------------------------- |
| NAME             | Bovet, Daniel                            |
| KURZBESCHREIBUNG | schweizerisch-italienischer Pharmakologe |
| GEBURTSDATUM     | 23. März 1907                            |
| GEBURTSORT       | Neuenburg                                |
| STERBEDATUM      | 8. April 1992                            |
| STERBEORT        | Rom                                      |